# Apilocrocis
Apilocrocis is een geslacht van vlinders uit de familie van de grasmotten (Crambidae), uit de onderfamilie van de Spilomelinae. De wetenschappelijke naam van dit geslacht is voor het eerst voorgesteld door Hans Georg Amsel in een publicatie uit 1956. De typesoort van het geslacht is Pilocrocis microbathra Meyrick, 1936, die als synoniem wordt beschouwd van Apilocrocis cephalis (Walker, 1859).

## Soorten
- A. albicupralis (Hampson, 1918)
- A. brumalis (Barnes & McDunnough, 1914)
- A. cephalis (Walker, 1859)
- A. excelsalis (Schaus, 1912)
- A. glaucosia (Hampson, 1912)
- A. novateutonialis Munroe, 1968
- A. pimalis (Barnes & Benjamin, 1926)
- A. pseudocephalis Munroe, 1968
- A. steinbachi Munroe, 1968
- A. yucatanalis Munroe, 1968